# Нивна Ліва
Нивна Ліва — річка в Україні, у Житомирському й Звягельському районах Житомирської області, ліва притока Нивної (басейн Прип'яті).

## Опис
Довжина річки — 11 км, площа басейну водозбору 33,3  км². Впадає у Нивну за 12 км від її гирла.